# Har-Magedon

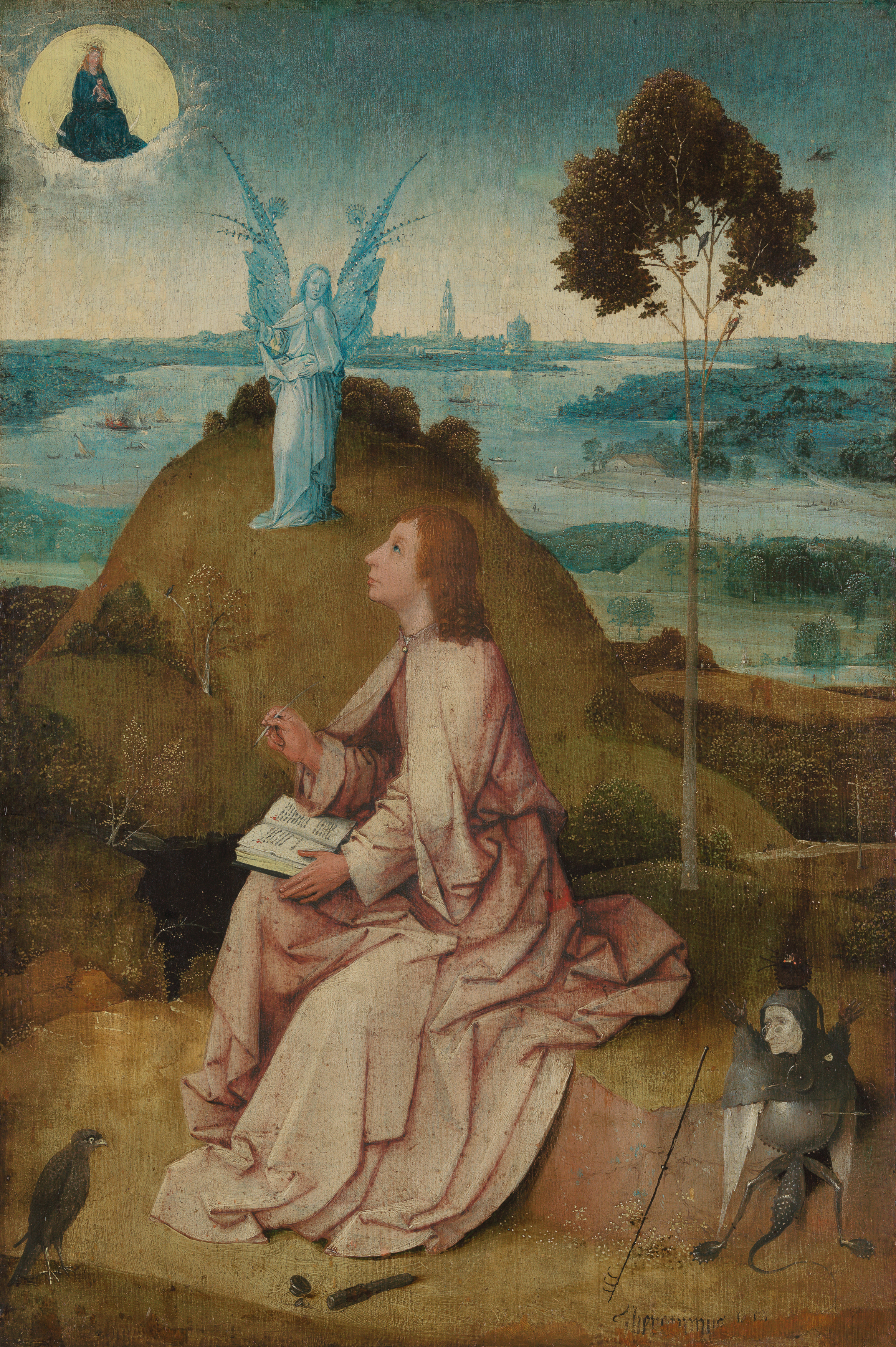
Św. Jan piszący „Apokalipsę”

Har-Magedon (Armagedon, Armageddon, Armagieddon) – miejsce zapowiadanej w Apokalipsie św. Jana (Ap 16,16) ostatecznej bitwy między siłami dobra i zła, w której hordy szatana zetrą się z anielskimi hufcami pod wodzą Chrystusa w zażartej walce. W jej wyniku demoniczne siły i ich sprzymierzeńcy zostaną ostatecznie pokonani, a Boskie zwycięstwo rozpocznie okres tysiącletniego panowania Chrystusa (czyli Millenium). Walkę wygrywają słudzy Boży. Szatan zostaje uwięziony na tysiąc lat w Czeluści. Po upływie tysiąca lat szatan zostaje uwolniony i wtedy siły zła ostatecznie przegrywają. Wszyscy źli ludzie razem z diabłem zostają zrzuceni do „jeziora ognia”. Bóg tworzy nowe miasto, w którym nie ma chorób ani śmierci, głodu, płaczu i smutku. Żyją tam wyłącznie dobrzy ludzie.

## Omówienie fragmentu opisującego Armagedon
Fragment opisujący wydarzenia prowadzące do Armagedonu, to księga Objawienia 16,13-16.
Werset 13 mówi, że z ust Smoka, Bestii i Fałszywego Proroka wydobywają się trzy nieczyste duchy podobne żabom. Żaby w Prawie Mojżeszowym były zaliczane do zwierząt nieczystych. Fakt, że te duchy wychodzą z ust postaci, wskazuje, że symbolizują wypowiadane przez nie słowa. Przekład Dosłowny w przypisie do tego wersetu wyjaśnia, że „Ich postaci mogą się odnosić do propagandy czasów ostatecznych”. Podobne wyjaśnienie jest zawarte w Przekładzie Nowego Świata, gdzie duchy oddano jako „nieczyste natchnione wypowiedzi”.
Werset 14 wyjawia, że pod wpływem demonów narody zmierzają do sytuacji światowej, która zakończy się wojną z Bogiem. Posługują się cudami, które mają wprowadzić w błąd mieszkańców ziemi. Armagedon jest tu nazwany „wojną wielkiego dnia Boga Wszechmocnego” (NW, BWP), „bitwą wielkiego dnia Boga, Wszechwładcy” (NBG) lub „wielkim dniem Wszechmogącego Boga” (inne przekłady).
Werset 15 pozornie nie pasuje do tego fragmentu. Jezus Chrystus oznajmia, że przychodzi jak złodziej. Szczęśliwy okaże się ten, kto czuwa i strzeże swoich szat, by nie chodzić nago i nie być pohańbionym. Chrystus nawołuje do czuwania i do tego, by nie zostać oszukanym demoniczną propagandą, jaka ma się wtedy rozlegać po całej ziemi.
Fragment dotyczący szat i pohańbienia nawiązuje do zwyczajów panujących w Izraelu. Gdy jeszcze istniała świątynia, kapłani i lewici mieli czuwać dzień i noc wokół niej. Zarządca Góry Świątynnej obchodził wszystkie straże, niosąc przed sobą płonące pochodnie. Jeśli któryś ze strażników nie powstał i nie powiedział:, Pokój tobie, zarządco Góry Świątynnej!’, i okazało się, że zasnął, to Zarządca bił go swą laską i miał prawo spalić mu odzienie. Ponieważ ten „przełożony świątyni”, obchodził podczas straży nocnych wszystkie 24 stanowiska strażników, każdy z nich musiał czuwać, by nie dać się zaskoczyć.
Werset 16 wyjaśnia, że narody zostają zebrane na miejscu zwane po hebrajsku „Har-Magedon”. Jest to jedyne miejsce w Biblii, gdzie ta nazwa się pojawia.

## Pochodzenie nazwy
W języku polskim brzmi ono jako „Armagedon” (lub podobnie). W języku hebrajskim brzmi „Har-Magedon”. Termin ten pochodzi od Megiddo – starożytnego miasta w Palestynie. Słowo „har” oznacza górę, stąd całe słowo Har-Magedon to „góra Megiddo”.
Ponieważ Megiddo miało strategiczne znaczenie dla armii, znalazło to wydźwięk w jego nazwie. Słowo Megiddo oznacza „zgromadzenie, spotkanie, koncentrację wojsk”.
Z miastem Megiddo wiąże się jego rola jako miejsca bitew, które zdecydowały o losach wielu narodów, a nawet imperiów. Eric H. Cline, profesor archeologii i historii starożytnej na Uniwersytecie George’a Washingtona, wymienia ich aż 34:

Armagedon to po hebrajsku Har Megiddo i dosłownie znaczy „góra Megiddo”. W ciągu minionych 4000 lat co najmniej 34 krwawe starcia rozstrzygnęły się pod murami starożytnego miasta Megiddo i na sąsiadującym obszarze doliny Jezreel. Egipcjanie, Kananejczycy, Midianici, Amalekici, Filistyni, Hasmonejczycy, Grecy, Rzymianie, muzułmanie, krzyżowcy, mamelucy, Mongołowie, Francuzi, Turcy Osmańscy, Brytyjczycy, Australijczycy, Niemcy, Arabowie i Żydzi walczyli i umierali tutaj.
Imiona generałów i wodzów tych armii są znane z kart historii: Tutmozis III, Barak i Debora, Sysera, Gedeon, Saul i Jonatan, Szyszak, Jehu, Joram, Jezebel, Jozjasz, Antioch, Ptolemeusz, Wespazjan, Saladyn, Napoleon i Allenby to tylko ci najsłynniejsi.

Dlatego wyraz Har-Magedon można przetłumaczyć jako „góra zgromadzenia wojsk” lub „góra rozstrzygnięcia”.

## Symboliczne miejsce
Niektórzy komentatorzy sugerują, że biblijny Armagedon rozegra się w pobliżu literalnego Megiddo. Dokładna analiza wyklucza takie przypuszczenia.

### Brak góry Megiddo
Bitwa zapowiedziana w księdze Objawienia 16,16, nie może się rozegrać pod literalną „Górą Megiddo”, gdyż nie ma takiego miejsca. Słowo „Har” oznacza górę, wysoką górę, szczyt widoczny z daleka. Tymczasem Megiddo leżało na pagórku o wysokości zaledwie 20 metrów. Na określenie takiego wzniesienia używa się innego słowa – „tell”. Samo wzgórze nosi nazwę Tell Megiddo (po arabsku Tell el-Mutesillim).
Nie istnieje więc góra Megiddo, tylko miasto o tej samej nazwie.

### Ograniczone rozmiary doliny Jezreel
Dolina Jezreel (Ezdrelon), gdzie znajduje się Megiddo, jest niewielkich rozmiarów. Ma kształt trójkąta o długości 32 km i szerokości wschodniej podstawy 29 km. Jej powierzchnia wynosi około 250 km².

### Sytuacja, a nie miejsce
Werset z księgi Objawienia 16:16 informuje, że narody zebrały się na miejscu zwanym po hebrajsku Har-magedon. Użyto tu greckiego słowa τόπον (to′pon), które jest biernikiem rzeczownika τόποσ (to’pos). Topos znaczy po grecku miejsce (od niego pochodzą polskie słowa topologia i topografia). Topos ma również inne znaczenia: miejsce w czasie, możliwość, pozycja, splot wydarzeń, sytuacja. Analiza kontekstu wersetu 16 wskazuje na to ostatnie znaczenie: sytuacja.
Dlatego Armagedon określa sytuację, w której narody Ziemi i ich armie, inspirowane przez diabła i demony, miałyby wystąpić przeciw Bogu.

## Pogląd różnych wyznań

### Świadkowie Jehowy
Według Świadków Jehowy Armagedon jest to nadchodząca powszechna wojna w wielkim dniu Wszechmocnego Boga (Ap 16:14, 16). Określenie to odnosi się do rozstrzygającego starcia między Bogiem a rządami ludzkimi. Ściśle rzecz ujmując, chodzi o sytuację (po grecku to’pon, tzn. „stan, sytuacja”), gdzie ziemscy władcy polityczni są zgromadzani przeciwko Jehowie Bogu i Jego Królestwu pod władzą Jezusa Chrystusa. Wyrazem ich sprzeciwu ma być na końcu ogólnoświatowa akcja przeciwko Świadkom Jehowy na Ziemi – widzialnym przedstawicielom Królestwa Bożego. Armagedon to wojna między Bogiem a nieposłuszną ludzkością. Wojna ta nie ograniczy się do jakiegoś konkretnego miejsca, lecz obejmie całą ziemię. Jehowa i jego syn, Jezus Chrystus, stoczą wojnę. Armagedon zniszczy tych, którzy niszczą ziemię (Obj 11:18) i utoruje drogę do ustanowienia nowego, pokojowego świata – nowej ziemi, której oczekujemy zgodnie z Bożą obietnicą – gdzie ma panować prawość (2Pt 3:13). Będzie to wybiórcza zagłada tylko nieposłusznych Jehowie mieszkańców ziemi, a ci, którzy ocaleją, będą żyli na ziemi pod panowaniem Królestwa Bożego.

### Islam
Muzułmanie wierzą, że prorok Mahomet przepowiedział wydarzenia mające się rozegrać przed nadejściem Dnia Sądu (Yawm al-Qiyamah, يوم القيامة). Antychryst (Al Dadżdżala, الدجّال) pociągnie za sobą ludzi bezbożnych, którzy uznają go za Zbawiciela i uosobienie Chrystusa lub Boga. i będą go czcili. Fałszywy zbawiciel w okresie walk pomiędzy Europejczykami i w czasach trudnych dla islamu (upadek religii, obyczajów i dojście do władzy ludzi głupich). Według słów Proroka przytaczanych w hadisach, jednooki fałszywy prorok będzie dokonywał rzeczy nadzwyczajnych, jeżdżąc na „niezwykłym ośle”, który będzie pokonywał jednym krokiem wielkie dystanse. Prawdziwie wierzący (czyli muzułmanie) nie pójdą za nim, ale nie będą w stanie sami odeprzeć jego ataków. Głoszący fałszywą nowinę Dadżdżal będzie chciał zdobyć Mekkę i Medynę – miejsca święte dla islamu, ale nie dotrze tam.
Bóg pośle swojego proroka Jezusa (Isa, العربية) na ziemię, gdzie ten pokona Antychrysta i jego naśladowców w bitwie Armagedonu. Grzesznicy zostaną potępieni i skazani na całkowitą zagładę. Tradycja muzułmańska wyjawia, że wśród czcicieli Antychrysta będzie 70 000 Żydów. Wojna ta jest nazywana po arabsku „Al-Malhama Al-Kubra” (العربية), czyli Największa bitwa. Według Koranu towarzyszyć jej będą spektakularne katastrofy naturalne i kosmiczne.

Przyjdzie dzień w którym słońce zamknie się (lub zgaśnie).

A gwiazdy ze sklepienia niebieskiego spadać będą;

Góry zostaną uniesione w powietrze; […]

Zwierzęta drapieżne gromadami snuć się będą.

Otchłanie oceanu zleją się,

A dusze z swemi martwemi zwłokami połączą się.

Kiedy dziewicy pogrzebionej za życia

Zapytają, jaką, popełniła zbrodnię.

Wówczas otwartą, zostanie księga przedwieczna.

Gdy spadnie zasłona z nieba, zwiną, się jego sklepienia.

## Armagedon w kulturze
Potocznie Armagedon stał się błędnie synonimem kataklizmu powodującego zagładę całej ludzkości (natomiast jego biblijny pierwowzór raczej charakteryzuje czas wyzwolenia i przejścia ludzkości ze świata panowania ludzkiego do prowadzonego przez Boga).
- 1815: Armageddon. A Poem in Twelve Books – epos George’a Townsenda.
- 1928: Armageddon 2419 A.D. powieść sci-fi Philipa Francisa, wydana w magazynie „Amazing Stories”.
- 1962: Armageddon – radziecki film propagandowy w reżyserii Michaiła Izrailiewa. Film opowiada o Świadkach Jehowy tak mocno wierzących w Armagedon, że zabijają współwyznawczynię, która chce ich opuścić, by wyjść za radzieckiego żołnierza.
- 1995: Armageddon – The Second World War książka historyczna Clive’a Pontinga[12].
- 1998: Armageddon – amerykański film katastroficzny w reżyserii Michaela Baya z Bruce’em Willisem i Benem Affleckiem w rolach głównych. Zagłada ma nadejść ze strony asteroidy, która ma uderzyć w Ziemię.
- 2003: Armageddon: The Cosmic Battle of the Ages – XI tom bestsellerowej serii „Powieść o czasach ostatecznych” autorstwa Tima LaHaye’a i Jerry’ego B. Jenkinsa.
- 2004: Armageddon: The Battle for Germany 1944-45 – książka historyczna Maxa Hastingsa[13].

W szerszym ujęciu Armagedon oznacza „koniec świata”, „koniec ludzkości”. To ujęcie jest popularne w wielu filmach i książkach o tematyce katastroficznej.